# Astana Arena
Astana Arena (în limba kazahă Астана Арена) este un stadion de fotbal situat în Nur-Sultan, Kazahstan. Stadionul are o capacitate de 30.000 de locuri și are un acoperiș retractabil. Stadionul este folosit ca stadion național pentru echipa națională de fotbal a Kazahstanului. Astana Arena este al doilea cel mai mare stadion din țară și a fost construit din 2006 până în 2009, la un cost de 185 de milioane de dolari americani și a fost deschis oficial pe data de 3 iulie 2009. Este și terenul propriu pentru FC Astana din Superliga din Kazahstan și pentru FC Bayterek din Prima Divizie din Kazahstan . Stadionul a găzduit ceremonia de deschidere a celei de-a 7-a ediții a Jocurilor de iarnă asiatice pe 31 ianuarie 2011. Astana Arena a fost unul dintre locurile de oferta de a găzdui Euro 2020 meciuri.

## Istoria
Construcția Astana Arena a început în 2006. Stadionul a fost proiectat de firma de arhitectură speciliaztă în construcții sportive Populous în asociere cu Tabanlioglu Arhitects. Antreprenorul general a fost Sembol Construction. Stadionul a fost inaugurat cu un meci între Lokomotiv Astana și echipa națională under-21 a Kazahstanului pe 3 iulie 2009. Meciul a fost arbitrat de celebrul arbitru Italian Pierluigi Collina, prima lovitură, simbolică, a meciului fiind dată de președintele Kazahstanului, Nursultan Nazarbaev. Ca parte a echipelor lor, în plus față de jucătorii aflați deja sub contract, au fost invitați câte două "vedete": în lotul național de tineret din Kazahstan – fundașul georgian Kaha Kaladze și atacantul ucrainean Andrei Șevcenko, iar la Lokomotiv Astana – jucătorii turci Hasan Șaș și Hakan Șükür.
Pe 31 ianuarie 2011, Astana Arena a găzduit ceremonia de deschidere a celei de-a 7-a ediții a Jocurilor de iarnă asiatice.

## Caracteristici

Vedere din partea din spate.

Stadionul de 30.000 de locuri a fost conceput ca un vast amfiteatru cu o formă distinctivă și ușor de recunoscut atunci când este privit de la distanță și din apropiere. Este o structură pe două niveluri, partea de jos, cu o capacitate de 16.000 de locuri, înconjoară terenul de joc în timp ce partea superioară de pe laturile de est și de vest adaugă alte 14.000 de spectatori. Există o separare pentru VIP-uri, spectatori și jucători pentru a asigura un acces facil. Toți spectatorii sunt așezați și au o vedere clară, neobstrucționată a câmpului de joc. Suprafața de joc este acoperita de iarbă de calitate ridicată pentru a satisface criteriile FIFA și UEFA. Iarba poate fi acoperită dacă stadionul este folosit pentru alte evenimente.

## Proiectarea
Stadionul, conceput într-o formă eliptică, este construit pe o suprafață dreptunghiulară de 232,485 m2 (330m x 704.5 m). Proiectarea a introdus soluții inovatoare adoptând principii de înaltă tehnologie gestionarea operațională, interacțiunea cu mediul și mai ales cu condiții climatice aspre de geografie.